# Heliocopris densissa
Heliocopris densissa är en skalbaggsart som beskrevs av Roth 1851. Heliocopris densissa ingår i släktet Heliocopris och familjen bladhorningar. Inga underarter finns listade i Catalogue of Life.